# Риу-де-Мел
Риу-де-Мел (порт. Rio de Mel)  —  район (фрегезия) в Португалии,  входит в округ Гуарда. Является составной частью муниципалитета  Транкозу. По старому административному делению входил в провинцию Бейра-Алта. Входит в экономико-статистический  субрегион Бейра-Интериор-Норте, который входит в Центральный регион. Население составляет 311 человек на 2001 год. Занимает площадь 23,31 км².